# Echoes of heaven
Echoes of heaven is een studioalbum van Gordon Giltrap. Het idee voor dit album ontstond in 2009. Giltrap ontmoette toen Martin Green en vroeg zich af of hij teksten kon schrijven bij een aantal instrumentale nummers die hij al eerder had geschreven. Nadat dat klaar was moest nog een bijpassende stem gevonden worden. Dat werd die van Carol Lee Sampson.

## Muziek
| Nr. | Titel                                             | Duur |
| --- | ------------------------------------------------- | ---- |
| 1.  | Praise him (Giltrap, Sampson)                     | 2:58 |
| 2.  | The best of me (Giltrap, Sampson, Green)          | 2:49 |
| 3.  | The father’s love (Giltrap, Sampson)              | 3:33 |
| 4.  | Under a blue sky (Giltrap, Sampson, Greem)        | 4:29 |
| 5.  | Heartsong (Giltrap, Sampson)                      | 3:03 |
| 6.  | Christmas carol (Giltrap, Sampson, Green)         | 3:32 |
| 7.  | Mary (Giltrap, Sampson, Green)                    | 3:23 |
| 8.  | First light (Giltrap, Sampson, Green)             | 4:58 |
| 9.  | In honour of Your name (Giltrap, Sampson, Green)  | 2:28 |
| 10. | Love wins (Giltrap, Sampson, Green)               | 2;30 |
| 11. | The Lord is my strength (Giltrap, Sampson, Green) | 2:33 |
| 12. | Walk beside me (Giltrap, Sampson, Green)          | 5:21 |
| 13. | Echoes of heaven (Giltrap, Green)                 | 3:06 |
| 14. | Peace will fall (Giltrap, Sampson, Green)         | 4:26 |